# Kağnılı, Taşlıçay
Kağnılı là một xã thuộc huyện Taşlıçay, tỉnh Ağrı, Thổ Nhĩ Kỳ. Dân số thời điểm năm 2011 là 177 người.